# ミン (歌手)
ミン（朝: 민、英: Min、1991年6月21日 - ）は、韓国出身の歌手。アイドルグループmiss Aの元メンバー。本名はイ・ミニョン（朝: 이민영、英: Lee Min-young）。

## 経歴
- 2010年、miss Aのメンバーとしてデビュー。(練習生期間約7年)

練習生であった当時、アメリカに滞在し作業していたJYPエンターテインメント（以下JYPE）の代表であるパク・ジニョン(J.Y. Park)PDがミンをJYPEアメリカ事務所練習生とした。後にアメリカでソロデビューを計画していた。アメリカ合衆国ニューヨーク州所在のレパートリー・カンパニー舞台芸術高等学校 (Repertory Company High School for Theatre Arts) に通学の傍ら、語学やダンスのレッスンを受けていたが、デビュー時期の延期(白紙)されたことに絶望しながら韓国へ帰国した。幼い頃にアメリカで生活してみると、家族と離れているのが本当に大変だったと語っている。また、1年半と連絡をせずアルバイトをして生活していた時があった。デビュー計画が白紙に戻った経験が多く、miss Aとしてデビューが決定しミュージックビデオやジャケット撮影のときはデビューへ期待ができず前向きな気持ちではなかった。通学していたレパートリー・カンパニー舞台芸術高等学校は、2010年7月に朝鮮日報の取材を受けた時点で休学中であるという。
- 2017年に契約満了に伴いmiss Aを脱退しJYPEを退社[2]。
- 2019年5月、K-TIGERSエンターテインメントとの専属契約を締結。
- 2021年11月8日、デジタルシングル「ONION」をリリースしソロデビュー[5]。

## 音楽作品

### ソロ

#### デジタルシングル
| No. | タイトル              | 収録曲                 |
| --- | --------------------- | ---------------------- |
| 1st | ONION (2021年11月8日) | 1. ONION (feat.장석훈) |

#### ミュージックビデオ
| 年     | MV                     |
| ------ | ---------------------- |
| 2021年 | - ONION (feat. 장석훈) |

### ユニットとしての作品
| 年     | ユニット名 | 曲名                         | 共同作成者                                                  |
| ------ | ---------- | ---------------------------- | ----------------------------------------------------------- |
| 2016年 | Triple T   | Born to be Wild(feat.박진영) | ヒョヨン（少女時代）、チョ・グォン（元2AM）、パク・ジニョン |

## 出演

### ミュージックビデオ
- 2009年 -「My Color」2PM 3rd デジタルシングル
- 2010年 -「このクリスマス」JYPネーション

### ドラマ
- 2011年 - ドリームハイ（KBS）
- 2015年 - ドリームナイト（ウェブドラマ / NAVERキャスト）[6]

### 映画
- 2011年 -「カウントダウン」- チャン・ヒョンジ役

### バラエティ番組
- 2010年 - SBS「星の王」
- 2010年 - SBS「スクールバラエティ 百点満点」
- 2011年 - MBC「シムシムタパ」